# 澄田智
澄田 智（すみた さとし、1916年9月4日 - 2008年9月7日）は、日本の大蔵官僚、銀行家。第25代日本銀行総裁、大蔵事務次官、ラザール・フレール顧問を歴任。群馬県出身。

## 来歴・人物
群馬県高山村に陸軍軍人・澄田𧶛四郎の長男として生まれる。父方の先祖は伊予国宇和島藩士の家系。
1934年に旧制東京高師附属中学（現・筑波大附属中・高）卒業。同級生に中村彰（日本初の学士俳優）らがいた。旧制第一高等学校を経て、1940年に東京帝国大学法学部を卒業。大学在学中に高等文官試験行政科にトップ合格。
同年大蔵省入省。預金部資金局総務課兼大臣官房文書課属。大東亜戦争勃発により大蔵省を離れ、海軍経理学校に入校・卒業し、海軍主計科士官として出征先のセレベス島にて終戦を迎える。
戦後、大蔵省に復帰。銀行局長時代に金融効率化行政を手掛け、太陽銀行誕生に力を発揮、1969年8月から1971年6月にかけて大蔵事務次官を務めた。「大物事務次官」の要件とされる2年間の任期を全うする。同省退官後は、日本輸出入銀行（輸銀、現・国際協力銀行）に総裁として天下り、輸銀退任後には日本銀行に進むなど、いわゆる「ロイヤル・ロード」を歩み続けた。大蔵省局長級以上の人事に関しても、澄田 - 竹内道雄の大物次官経験者ラインが、大きな影響力を及ぼしていたとされた。
1979年、前川春雄日銀総裁の下で副総裁職に就いた。前川は輸銀時代に澄田総裁の下で副総裁を務めていたため、この人事は「逆転人事」として話題を呼んだ。5年間の雌伏を経て、1984年に念願の第25代日本銀行総裁に就任。戦後、大蔵省の「ロイヤル・ロード」を極めたのは、山際正道・森永貞一郎に続いて3人目のことであった。
日銀総裁の座に就いた澄田の前には、日米貿易摩擦と円高圧力の難局が待ち受けていた。折からのアメリカの対日貿易赤字の拡大に際して、アメリカ側は日本側への政治的圧力を強めてきていた。1985年のプラザ合意でドル高是正が行われ、円レート決定は完全な自由相場制に移行し急激な円高となった。
澄田は金融当局の最高責任者の1人としてこの問題への対応を迫られ、プラザ合意直後は公定歩合を据え置くとともに無担保コールレートを上昇させるという短期市場金利の「高目放置」路線をとったものの、大蔵省の要請や円高不況への懸念により、遅ればせながら翌1986年に入り金融政策の大幅な緩和へと舵を切った。1987年10月のブラック・マンデー後にはドル暴落懸念もあって、日本経済がバブル景気のただなかにあっても金融引き締めへの舵取りができず、日本経済は日経平均株価が1989年の大納会（12月29日）に最高値38,915円87銭のピークをつけるまでの過熱に至った。このことに関して、澄田が日銀副総裁の頃、ある立食パーティーで倒れかかったことがあって、後輩の竹内道雄らが緘口令を敷いた。総裁後半期の超低金利政策のミスは、あるいは何らかの持病の影響があったとも指摘されている。
後任の日銀総裁は日銀プロパーの三重野康。澄田は日銀総裁退任後、仏投資銀行ラザール・フレール顧問に就いた。
※仏投資銀行ラザール・フレールはロスチャイルドの一部であり、バブル崩壊後日本企業が外資の買い漁られるなどの原因を引き起こした。
日本銀行総裁退任後、1993年2月9日に死去した元外務大臣の大来佐武郎会長の後任として、同年9月から長年にわたり日本ユニセフ協会会長を務めたが、高齢により2008年2月29日をもって会長職を退任した。
1990年勲一等旭日大綬章受章。2008年9月7日15時10分、肺炎のため、東京都港区の虎の門病院で死去。92歳没。従六位から従三位に昇叙された。

### 年譜
- 1929年 - 小石川区駕籠町小学校卒業
- 1934年 - 東京高等師範学校附属中学校（現・筑波大学附属中学校・高等学校）卒業
- 1937年 - 第一高等学校卒業
- 1940年 - 東京帝国大学法学部卒業

- 1940年4月 - 大蔵省入省
- 1940年5月 - 海軍経理学校入校
- 1940年9月 - 卒業
- 1945年 - セレベス島で終戦を迎える
- 1946年6月 - 大蔵省に復帰、理財局経済課課長補佐
- 1949年 - 内閣法制局参事官
- 1949年 - 理財局外債課長
- 1952年 - 在ベルギー大使館
- 1955年 - 在フランス大使館
- 1956年 - 理財局資金課長
- 1957年6月 - 理財局総務課長
- 1960年7月 - 福岡国税局長
- 1961年6月 - 大臣官房財務調査官（大臣官房調査課担当）
- 1963年4月 - 主計局次長（次席）
- 1965年4月 - 経済企画庁官房長
- 1966年7月 - 銀行局長
- 1967年7月 - 銀行局長 兼 日本銀行政策委員会大蔵省代表委員
- 1967年8月 - 銀行局長
- 1968年6月 - 銀行局長 兼 日本銀行政策委員会大蔵省代表委員
- 1968年6月 - 銀行局長
- 1969年8月 - 事務次官（～1971年6月）
- 1972年 - 日本輸出入銀行総裁（～1978年）
- 1979年 - 日本銀行副総裁
- 1984年12月 - 第25代日本銀行総裁
- 1989年12月 - 日本銀行総裁退任
- 1991年 - 金融制度調査会会長
- 1993年 - 日本ユニセフ協会 会長（～2008年2月）

## 著作
- 『忘れがたき日々七十五年 澄田智回想録』（金融財政事情研究会 1992年） ISBN 4-322-21941-1